# Roodu
Roodu is een plaats in de Estlandse gemeente Toila, provincie Ida-Virumaa. De plaats heeft de status van dorp (Estisch: küla).

## Bevolking
Het dorp had 47 inwoners op 31 december 2011 en 40 inwoners op 31 december 2021.

## Ligging
Het dorp bestaat uit twee delen, die onderling niet verbonden zijn. Het ene deel ligt ten noorden, het andere ten westen van de ‘kleine stad’ Kohtla-Nõmme. De rivier Kohtla loopt door het dorp.